# Тело (биологија)
Тело је основни део живих бића и представља физичко тело појединца.
Наука која се бави проучавањем састава тела је анатомија, а наука која се бави проучавањем функција организма се зове физиологија.